# Test Dixona
Test Q Dixona (ang. Dixon's Q test) – test statystyczny służący do wykrywania obserwacji odstających w zbiorze danych o którym zakłada się, że pochodzi z populacji o rozkładzie normalnym. Nazwa testu pochodzi od nazwiska W. J. Dixona.
Wartości  krytyczne  dla  testu  Dixona  zostały stablicowane (dla prób mniejszych lub równych 100) w  artykule autorstwa Verma i Quiroza-Ruiza pt. Critical values for six Dixon tests for outiers in normal samples up to sizes 100 and applications in science and engineering.